# Shoki Hirai
Shoki Hirai (Tokushima, 4 december 1987) is een Japans voetballer.

## Carrière
Shoki Hirai speelde tussen 2006 en 2011 voor Gamba Osaka. Hij tekende in 2012 bij Albirex Niigata.